# Anıl
Anıl ist ein türkischer überwiegend männlicher Vorname mit der Bedeutung „die Erinnerung“, der vereinzelt auch als Familienname sowie außerhalb des türkischen Sprachraums vereinzelt auch in der Schreibweise Anil auftritt.

## Namensträger

### Männlicher Vorname
- Anıl Atağ (* 1990), türkischer Fußballspieler
- Rahmi Anıl Başaran (* 2000), türkischer Fußballspieler
- Anıl Bilgen (* 1989), türkischer Jazzmusiker
- Anıl Çetin (* 1992), türkischer Fußballspieler
- Anıl Dilaver (* 1990), türkischer Fußballspieler
- Anil Gözütok (* 2000), deutsch-türkischer Fußballspieler
- Anıl Karaer (* 1988), türkischer Fußballspieler
- Anıl Koç (* 1995), belgisch-türkischer Fußballspieler
- Anıl Özönerli (* 1992), türkischer Fußballspieler
- Anıl Şahin (* 1993), türkischer Fußballspieler
- Anıl Sarak (* 1991), deutschtürkischer Fußballspieler
- Anıl Taşdemir (* 1988), türkischer Fußballspieler
- Anıl Yüksel (* 1990), türkisch-niederländischer Tennisspieler

### Familienname
- Cemre Anıl (* 1993), türkische Tennisspielerin